# Măriuca Matache
Măriuca Matache (n. 20 septembrie 1924 — d. ?) a fost o vestită solistă de muzică populară și lăutărească, al cărui nume se leagă de cel al tarafului unchiului său Ion Matache. 

## Biografie
Născută la data de 20 septembrie 1924 în satul Vâlcelele din comuna Merișani, județul Argeș, a început să cânte de la 14 ani, încântând publicul cu melodii „primite” de la mama sa. 
Pe numele său real Aurica Ion, debutează în orchestra unchiului său, violonistul Ion Matache, într-un local bucureștean în 1939. Din acest moment va primi numele de scenă Măriuca Matache, care să arate descendența sa. Tot atunci debutează și la Radio București cu un program de melodii argeșene.
Apreciată solistă în taraful lui Ion Matache, dar și în Orchestra de muzică populară Radio (sub bagheta dirijorilor Victor Predescu, Nicu Stănescu și Ionel Banu), are o bogată activitate în concerte, dar rămân puține înregistrările pe bandă magnetică sau pe discuri cu ea.
Din repertoriul său făceau parte cântece vechi și piese cunoscute din folclorul oltenesc sau muntenesc precum: Teiule, frunză rotată, Ușor, puiule, ușor, La bădița al meu la poartă, Strânge omul ca furnica, Cine mă puse pe mine, Stând pe malul Jiului, Când eram la Câmpulung, Intru-n luncă, tai nuiele sau Măi Fănică dintre văi.

## Discografie
Măriuca Matache a avut o singură apariție discografică la casa de discuri Electrecord:
| An   | Număr de catalog | Format           | Piese | Acompaniament                                            |
| ---- | ---------------- | ---------------- | --- | -------------------------------------------------------- |
| 1966 | EPC 654          | vinil, EP, 17 cm | 1. Intru-n luncă, tai nuiele 2. Traiul de la Câmpulung (Când eram la Câmpulung) 3. Stând pe malul Jiului 4. La fântânița din plai | Orchestrele: Ionel Budișteanu (1), Nicu Stănescu (2,3,4) |

## Legături externe
- Măriuca Matache — Electrecord EPC 654 (1965)